# Bantayan (Pandrah)
Bantayan is een bestuurslaag in het regentschap Bireuen van de provincie Atjeh, Indonesië. Bantayan telt 412 inwoners (volkstelling 2010).